# Lee Kiho
Pour les articles homonymes, voir Lee.
Lee Kiho (hangeul : 이기호) est un auteur sud-coréen né en 1972 à Wonju dans la province de Gangwon en Corée du Sud.

## Biographie
Lee Kiho est né en 1972 à Wonju dans la province de Gangwon en Corée du Sud. Il obtient un doctorat en littérature à l'université Myongji. Il fait ses débuts lorsque sa nouvelle Lapin (Tokki) se voit décerner le prix du concours du Nouvel écrivain organisé par la revue mensuelle Littérature contemporaine (Hyundae Munhak) en 1999. Il est actuellement professeur au département d'écriture créative à l'université de Gwangju.

## Œuvre
Il est considéré comme l'un des écrivains les plus singuliers de Corée du Sud dans la mesure où un critique a déclaré qu'aucune convention narrative ne peut être appliquée à son œuvre. Il a fait ses débuts en 1999 avec Lapin (Tokki), une nouvelle  qui semble adopter le rythme du rap en même temps que celui du pansori, une façon traditionnelle de chanter en Corée. Les histoires qui suivent ces débuts sont également expérimentales. Ainsi, l'une d'entre elles emprunte la méthode des questions-réponses d'un interrogatoire, tandis qu'une autre adopte le style d'écriture que l'on retrouve dans la Bible; enfin un autre de ces récits utilise une manière de parler propre aux émissions de cuisine à la télévision.
Lee Kiho est un auteur inventif, non seulement avec la forme, mais aussi avec ses personnages, qui sont souvent des personnages sordides. On retrouve ainsi dans ses récits un proxénète vivant à la petite semaine qui a abandonné l'école après avoir agressé un professeur; un acteur de troisième ordre accro à la colle; un membre d'un gang qui a grandi dans un orphelinat; ou encore un personnage qui gagne péniblement sa vie en travaillant comme dépanneur à domicile. Ses histoires mettent en scène des marginaux mais aussi des personnages avec des traits anormaux, comme un jeune qui a des yeux derrière la tête ou un homme qui tombe amoureux d'un mât où un drapeau flotte au vent.
Ces marginaux, qui semblent tout droit sorti des tabloïds ou des programmes de divertissement, se distinguent de la masse et sont en même temps, pour la plupart, crédibles dans la mesure où ils correspondent aux personnes vivant à la frange de la société. L'auteur fait souvent intervenir un personnage nommé Lee Sib-ong, qui est représenté un peu différemment dans chaque histoire. Il est décrit la plupart du temps comme un larbin pathétique et naïf, qui semble être la quintessence des faiblesses humaines. En ridiculisant la vie de ces personnages, Lee veut avant tout faire rire ses lecteurs. Cependant, la cible de ce rire devient rapidement notre propre société ancrée dans l'arrogance et l'artifice. La vulgarité des personnages, leur naïveté, et leurs échecs tragiques symbolisent les lacunes de notre société.
En 2010, Lee a remporté le prix littéraire Yi Hyo-seok et le prix Dong-in en 2018.
Un de ses romans a été traduit en anglais, Au moins on sait bien s'excuser (Sagwaneun jalhaeyo) paru en 2013. Ce roman est dit « post-moderne » : il est écrit sur un ton légèrement absurde, offrant un plaisir de lire à deux niveaux. Il offre d'abord un plaisir de lire concernant sa structure, le roman étant constitué d'événements plus grotesques les uns que les autres. La deuxième qualité réside dans sa capacité à délivrer une métaphore des horreurs du pouvoir, notamment par la faculté des personnages de réussir à culpabiliser les marginaux parce qu'ils ne sont pas dans le système.